# Geologie van Bonaire
Bonaire is het meest oostelijk gelegen eiland van de ABC-eilanden. De geologie van Bonaire beschrijft hoe het eiland is gevormd en welke geologische processen Bonaire het huidige uiterlijk hebben gegeven.

## Plaattektonische ligging
Bonaire maakt net als het meer westelijker gelegen eiland Curaçao geologisch gezien deel uit van de Caribische Plaat. Deze tektonische plaat wordt begrensd door vier andere tektonische platen; de Noord-Amerikaanse, Cocos-, Nazca en Zuid-Amerikaanse Plaat. De eilanden van de Cariben werden gevormd door de beweging van de plaat en het bijbehorende vulkanisme.
Het basement van Bonaire bestaat uit tektonisch opgeheven sedimenten uit het Krijt, zo'n 100-90 miljoen jaar (Ma) geleden. Bonaire als eiland is gevormd in het Late Krijt en Vroege Tertiair (70-60 Ma), toen de Caribische plaatgrens (de vulkanische boog die de Caribische eilanden in het oosten van het gebied vormde) zich oostwaarts verplaatste. Door subductie en bijbehorende obductieprocessen werden delen van de plaat opgeheven waarbij de hoogste punten ondieper in zee dan wel boven het wateroppervlak kwamen te liggen.

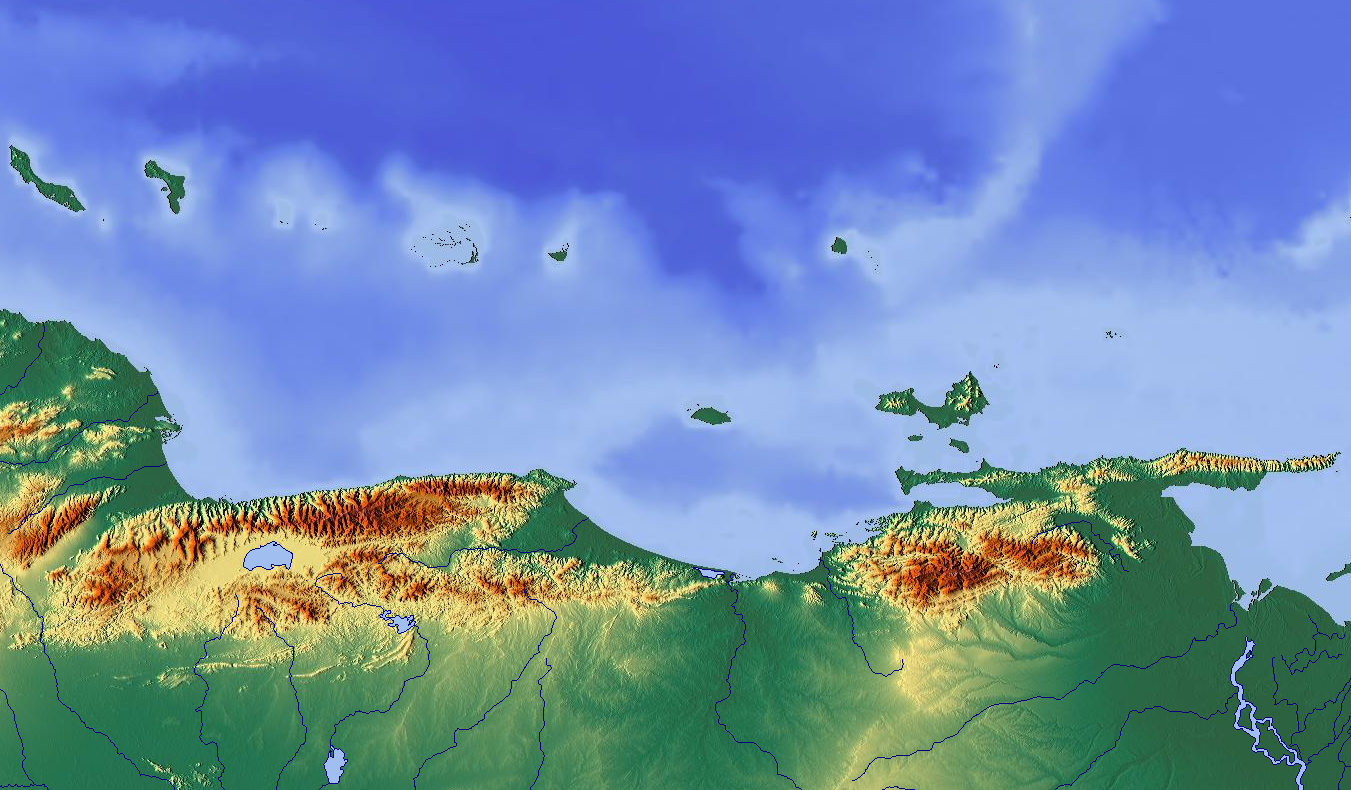
Van west naar oost opgelijnd en gevormd door de oostwaartse plaatbeweging van de Caribische langs de Zuid-Amerikaanse plaat; de eilanden Curacao (geheel links), Bonaire en de Venezolaanse eilanden Los Roques.

## Gesteenten
De gesteenten die op Bonaire voorkomen zijn van sedimentaire en vulkanische oorsprong De sedimentaire gesteenten dateren uit het Krijt (~90-100 miljoen jaar geleden (Ma)) en het Mioceen (~5 Ma). De sedimentaire gesteenten uit het Krijt zijn gelamineerd en scheefgesteld. Deze gesteenten afgezet op ouder vulkanisch gesteente, vermoedelijk gevormd door onderzeese vulkanen in de vorm van kussenlava's en tufsteen. De hoogste toppen van het eiland, Brandaris (241 meter) en Ceru'i Mangel (149 meter) worden gevormd door deze opeenvolging van gesteente.
De veel jongere Miocene gesteenten zijn voornamelijk kalkstenen gevormd in het tropische Caribisch gebied. De crème-witte kalkstenen zijn oude riffen die zich vormden op en rondom het huidige Bonaire. De rifkalken bevatten koralen en roodwieren. De afzetting van kalken op het huidige landoppervlak van Bonaire ging door tot ongeveer 110.000 jaar geleden, toen de zeespiegel ongeveer 15 meter hoger stond dan tegenwoordig.

## Jongere processen

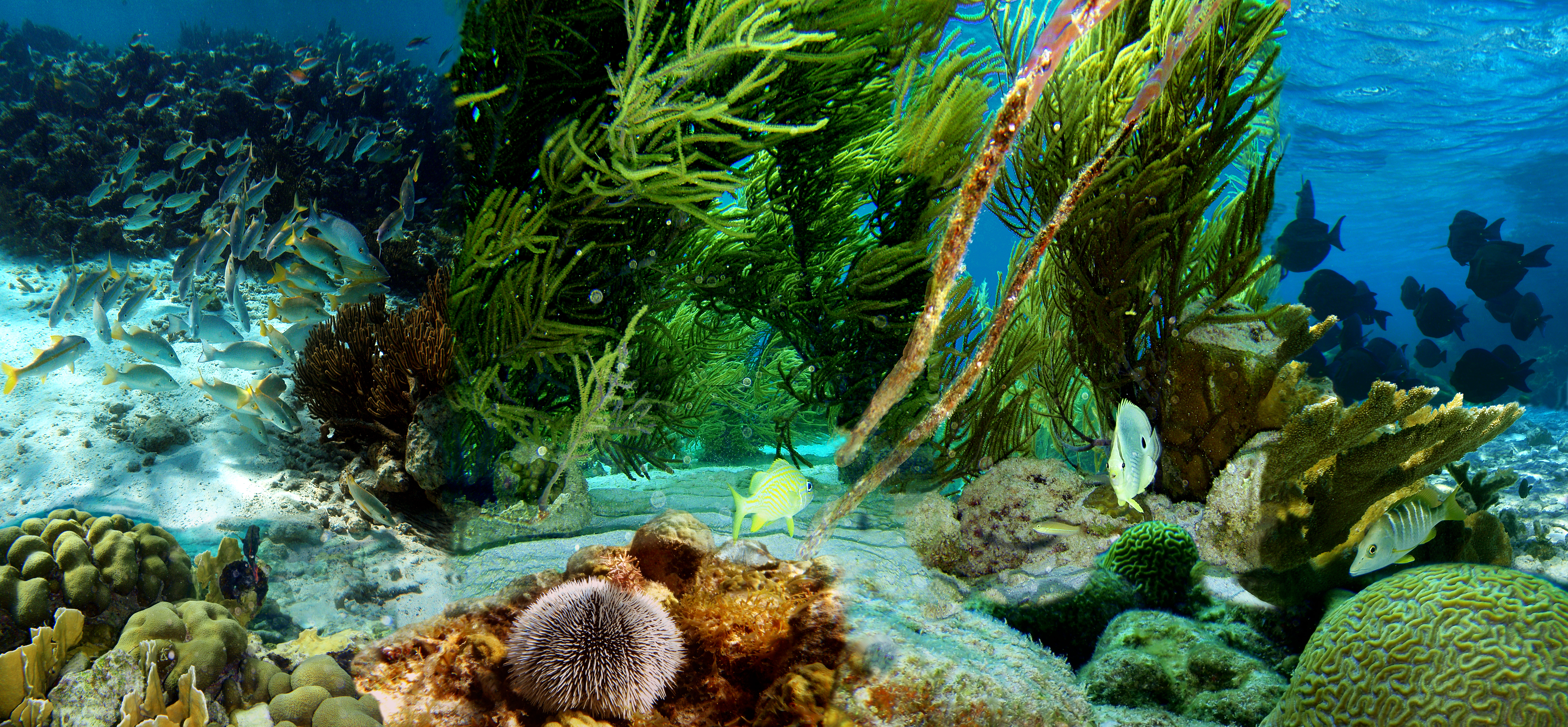
Rif en onderwaterfauna rond Klein Bonaire

Sinds het Pleistoceen heeft Bonaire min of meer de huidige vorm en nieuwe gesteenten worden vooral gevormd om het eiland heen; de talrijke riffen vormen de toekomstige gesteenten van het eiland. Processen op het oppervlak van Bonaire zijn vooral erosie, karstvorming en zeespiegelfluctuaties. In de glacialen van het late Pleistoceen stond de zeespiegel lager dan tegenwoordig. Hierdoor konden rivieren op Bonaire het gesteente eroderen en valleien vormen. Deze valleien liggen nu onder de zeespiegel en werden later op sommige plaatsen ingevuld met nieuw koraal en koraaldebris. De baai van Goto en de Slagbaai zijn op deze manier gevormd.
De zeespiegelveranderingen hebben ook de saliñas op Bonaire gevormd. Deze zoutmeren worden commercieel geëxploiteerd voor het zout.